# MARS & ROSES
『MARS & ROSES』（マーズ・アンド・ローゼス）は、MISIAの5枚目のオリジナル・アルバム。2004年2月11日にRhythmedia Tribeより発売。

## 解説
オリジナル・アルバムとしては前作から約1年5ヶ月ぶりのリリース。
ロンドン、ニューヨーク、東京にてレコーディングされた。
タイトルは、小説「星の王子さま」にちなんでつけられたもので、同作品にMISIA自身がインスパイアされて作った「Little Rose」という楽曲を収録している。
初回限定盤はスペシャルパッケージ仕様、ボーナス・トラック「SNOW SONG (Live ver.)」収録。

## 収録曲
- 全作詞：MISIA（特記以外）

1. IN MY SOUL (4:29)
作曲：Keith Crouch, MISIA / 編曲：Keith Crouch
13thシングル。
2. Sunshine (4:36)
作曲：Keith Crouch, MISIA / 編曲：Keith Crouch
3. SNOW SONG (4:59)
作曲、編曲：Keith Crouch
13thシングル。
4. Little Rose (4:52)
作曲：MISIA / 編曲：SAKOSHIN
小説「星の王子さま」にインスパイアされた楽曲。
5. interlude 〜When misia was 7〜 (1:07)
作曲、編曲：SAKOSHIN
インタールード。7歳の頃のMISIAの音源が使われている。
6. GROOVIN' (4:19)
作詞：MISIA, SAKOSHIN / 作曲、編曲：SAKOSHIN
7. Eyes on me (4:44)
作曲：MISIA / 編曲：鷺巣詩郎
8. Challenger (4:59)
作詞：Keith Crouch, MISIA / 作曲：MISIA / 編曲：Keith Crouch
9. 涙のプレゼント (4:59)
作曲、編曲：鷺巣詩郎
12thシングルのカップリング曲。
10. DIAMOND (4:36)
作詞：MISIA, MASH / 作曲、編曲：鷺巣詩郎
11. 赤い命 feat. Erykah Badu (4:52)
作曲：権藤知彦 / 編曲：鷺巣詩郎
12. 心ひとつ (4:38)
作曲、編曲：鷺巣詩郎
東宝配給映画「ドラゴンヘッド」主題歌
12thシングル。

Extra Bonus Track（初回限定盤のみ）
1. SNOW SONG (Live Ver.) (5:31)
作曲：Keith Crouch / 編曲：重実徹

## 演奏
- MISIA
  - Vocal
  - Background Vocals (#1.2.3.4.6.7.8.10.11.12)
  - little misia voice (#5)
- Keith Crouch
  - Keyboards & Drums Programming (#1.2.3.8)
  - Percussion (#8)
  - Background Vocal (#2.8)
- SAKOSHIN：Keyboards & Programming (#4.5.6)
- 成川正憲：Guitar (#4)
- Mits Ishibashi：Guitar (#6)
- 鷺巣詩郎
  - Keyboards & Drums Programming (#7.9.10)
  - MIDI Grand Piano (#12)
  - Strings Arrangement (#11.12)
- 渡辺香津美：Acoustic Guitar (#7)
- 竹下欣伸：Fretless Bass (#7)
- Louis Jardine：Percussion (#7)
- London Freedom Choir (LOREN, Evette Briscoe, Jennifer Ingram-Brown, Michelle Dixon, Ian Pitter, Paul Lee)：Background Vocals (#7.9.10)
- Tony Kadleck：Trumpet (#8)
- Danny Wilensky：Sax (#8)
- Chris Denman：Percussion (#8)
- Andrew Smith：Guitar (#9.10.12)
- Mark Walker
  - Rhodes (#9.12)
  - Wurlitzer (#9)
  - Acoustic Piano (#12)
- Steve Sidewell：Trumpet (#9)
- Jamie Talbot：Tenor Sax (#9)
- Gavyn Wright & London Session Orchestra
  - Strings (#9.11.12)
  - French Horns Orchestra (#11)
- 権藤知彦：Computer Manipulation & Keyboards (#11)
- 今剛
  - Acoustic Guitar (#11)
  - Guitar (#12)
- 一本茂樹：Bass (#11)
- エリカ・バドゥ：Poetry Reading & Backing Vocals (#11)
- Freddie Thompson：Bass (#12)
- Velroy Balley：Drums (#12)
- 木戸やすひろ：Backing Vocals (#12)
- 青山純：Drums (#13)
- 重実徹：Piano (#13)
- 鈴木健治：Guitar (#13)
- 種子田健：Bass (#13)
- 鈴木明男：Percussion (#13)
- 佐々木久美：Chorus (#13)